# 彭建欽
彭 建欽（ほう けんきん、ペン・ジャンチン、英語: Peng Jianqing、2002年8月16日 - ）は、中華人民共和国の男子バドミントン選手。

## 経歴
ジュニア時代は、曾維瀚とペアを組んでいた。
2024年の瑞昌マスターズでは、ベスト4入りを果たした。